# A. J. English (baloncestista de 1992)
Albert Jay English III (nacido el 10 de julio de 1992 en Wilmington, Delaware) es un jugador de baloncesto estadounidense, que actualmente se encuentra sin equipo. Juega sobre todo en la posición de escolta. Su padre es el también baloncestista A.J. English.

## Trayectoria deportiva

### Universidad
Jugó cuatro temporadas con los Gaels del Iona College, en las que promedió 17,9 puntos, 4,3 rebotes y 4,6 asistencias por partido. En sus tres últimas temporadas fue incluido en el mejoj quinteto de la Metro Atlantic Athletic Conference.

### Profesional
Firmó su primer contrato profesional en el verano de 2016, para jugar en las filas del Enel Brindisi italiano.
En diciembre de 2016, abandona el club italiano para firmar hasta el final de temporada por el Skyliners Frankfurt.
En la temporada 2021-22, firma por el HydroTruck Radom de la Polska Liga Koszykówki, la primera división del baloncesto polaco.
El 23 de febrero de 2022, firma por el Mitteldeutscher BC Weißenfels de la Basketball Bundesliga.
Retornó a la Polska Liga Koszykówki contratado por el Basket Zielona Góra en febrero de 2024, luego de haber estado jugando en Irak y la República Dominicana.